# Piëtisme (schilderkunst)

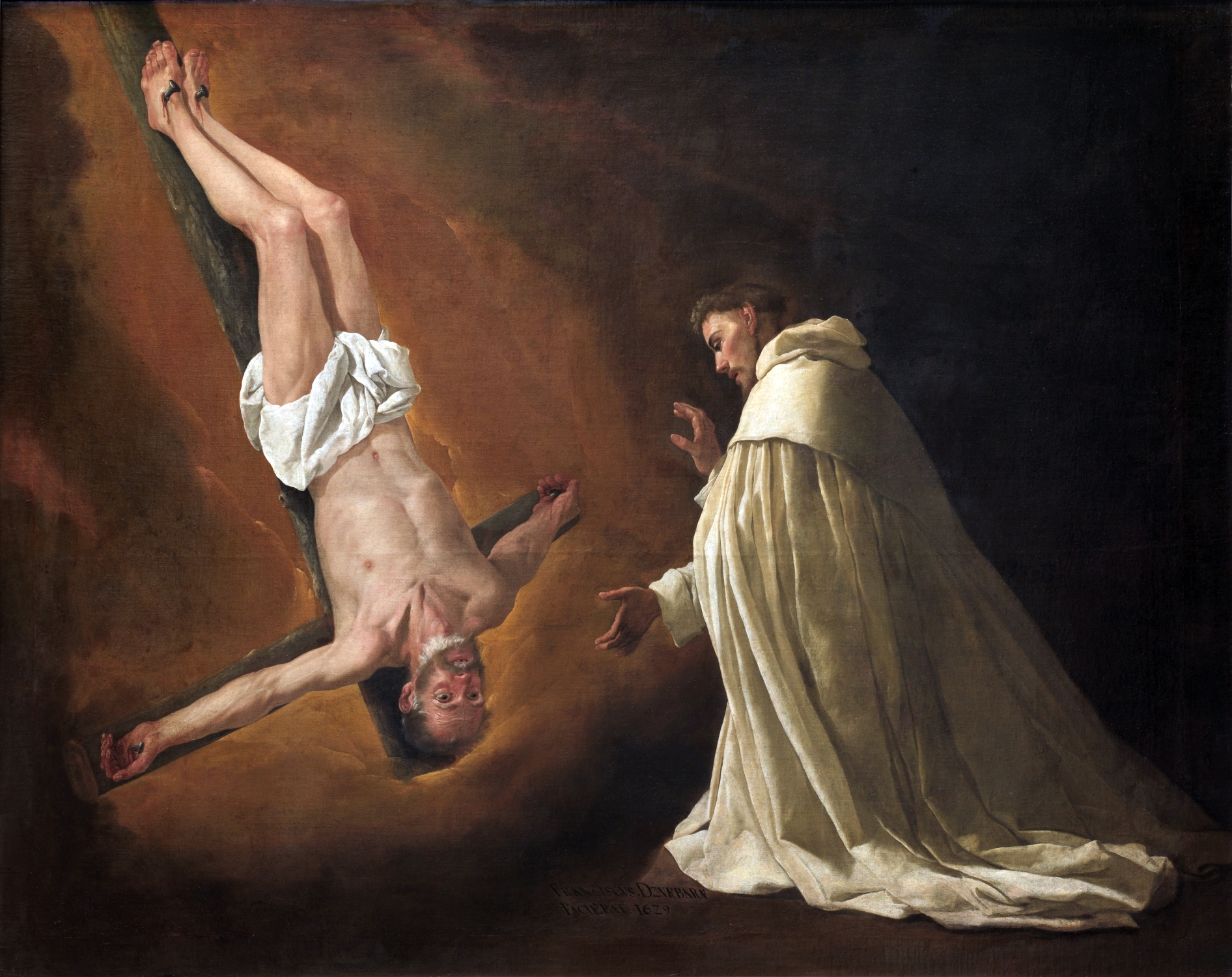
Francisco de Zurbarán, Het visioen van de heilige Petrus Nolascus met de gekruisigde apostel Petrus

Piëtisme is een term die gebruikt wordt om een specifieke religieuze schilderstijl uit de 17de eeuw te omschrijven, het is een specifieke onderverdeling van de barok.
Piëtisme is afgeleid van Piëta dat erbarmen betekent. Vooral in Spanje ontstaat een streng religieuze schilderkunst naast de meer barokke religieuze schilderkunst. Na de Spaanse Inquisitie wordt deze stijl dankbaar onthaald door de Rooms-Katholieke Kerk, die "het ware geloof" promoot. 

## Enkele werken
- Maria die afdaalt om de heilige Ildefonso te belonen, circa 1660 van Bartolomé Murillo
- Christus omhelst de heilige Bernardus, 1621-1625 van Francisco Ribalta
- De heilige Euphenia, circa 1635-1640, van Francisco de Zurbarán
- De Onbevlekte Ontvangenis, circa 1630 van Francisco de Zurbarán
- De heilige Rosa van Lima, circa 1684-1685 van Claudio Coello
- De triomf van de heilige Augustinus, 1664 van Claudio Coello

Kenmerken van de piëtistische schilderkunst zijn: godsdienstigheid, streng, orthodox, openbaar ritueel en contrareformatie.
absolute schilderkunst ·  abstract expressionisme · abstracte kunst · academische kunst · actionpainting · art brut · art deco · classicisme · colorfieldpainting · dadaïsme · expressionisme · fauvisme · figuratieve kunst · futurisme · hard edge · hyperrealisme · impressionisme · informele schilderkunst · jugendstil · kubisme · luminisme · magisch realisme · maniërisme · minimal art · naïeve kunst · naturalisme · neo-expressionisme · neo-impressionisme · nieuwe beelding · nieuwe zakelijkheid · op-art · orphisme · oriëntalisme · piëtisme · pittura metafisica · pixel art · pointillisme · popart · postimpressionisme · prerafaëlieten · primitivisme · realisme · romaans . romantiek · sociaal realisme · suprematisme · surrealisme · symbolisme · tachisme